# Pseudomyrmex eduardi
Pseudomyrmex eduardi é uma espécie de formiga do género Pseudomyrmex, subfamilia Pseudomyrmecinae. Foi descrita cientificamente por Forel em 1912.
É parecido a Pseudomyrmex caeciliae em cor e tamanho, mas com pontuações diferentes. Encontra-se em América do Sul.